# Acerastes tarsoleucus
Acerastes tarsoleucus là một loài tò vò trong họ Ichneumonidae.